# Ізюмська вулиця (Київ)
Ізю́мська ву́лиця — вулиця в Голосіївському районі міста Києва, місцевість Деміївка. Пролягає від вулиці Володимира Брожка до провулку Руслана Лужевського. 
Прилучається вулиця Миколи Грінченка.

## Історія
Вулиця виникла в 1950-х роках під назвою Нова. На південний-захід вздовж теперішньої Ізюмської вулиці у XIX — на початку XX століття проходила Деміївська вулиця (від залізниці до теперішньої вулиці Володимира Брожка, зараз Деміївська вулиця існує в іншому місці). Сучасна назва на честь міста Ізюм — з 1955 року.

## Установи та заклади
- Деміївський ринок (буд. № 1)